# جون كابيل
جون كابيل (بالإنجليزية: John Capel)‏ مواليد 27 أكتوبر 1978 في بروكسفيل، هو عداء أمريكي متخصص في 100 متر. شارك في دورة الألعاب الأولمبية.

## الميداليات
| الميدالية | المسابقة                       |
| --------- | ------------------------------ |
| ذهبية     | بطولة العالم لألعاب القوى 2003 |
| ذهبية     | بطولة العالم لألعاب القوى 2003 |
| برونزية   | بطولة العالم لألعاب القوى 2005 |
| فضية      | الألعاب الجامعية الصيفية 1999  |

## روابط خارجية
- جون كابيل على موقع الاتحاد الدولي لألعاب القوى (الإنجليزية)
- جون كابيل على موقع أوليمبيديا (الإنجليزية)
- جون كابيل على موقع اللجنة الأولمبية والبارالمبية الأمريكية (الإنجليزية)